# Wimpfener Judenordnung von 1598
Die Wimpfener Judenordnung von 1598 wurde im Jahr 1598 vom Rat der Reichsstadt Wimpfen, heute Bad Wimpfen im Landkreis Heilbronn in Baden-Württemberg, erlassen. Sie regelte das Leben der Juden im Ort als Schutzverwandte, denn sie waren nicht Bürger. Die Judenordnung befindet sich heute im Stadtarchiv Bad Wimpfen.
Die Judenordnung wurde 1626 und 1630 erneuert und erweitert. Es wurde festgelegt, dass nur vier jüdische Familien in der Stadt als Schutzverwandte leben durften. Es war ihnen verboten, mehr als zwei Wohnhäuser in Wimpfen zu besitzen. Im Jahr 1630 wurde die Kennzeichnungspflicht der Juden in Wimpfen, durch gelbe Ringe an ihrer Kleidung, aufgehoben. Sie durften weder eine Schule noch eine Synagoge errichten, lediglich gemeinsame Gebete waren ihnen gestattet.